# Dobama Asiayone
Le Thakin, ou Dobama Asiayone ("Association de Nous les Birmans"), est une organisation nationaliste Birmane fondée par Ba Sein à Rangoon en 1930, après que des dockers indiens et leurs familles eurent été tués par des dockers birmans qui les accusaient de leur prendre leur emploi,,.
Ses membres se désignaient par le préfixe Thakin ("maître"), indiquant qu'ils se considéraient comme les vrais maîtres de leur pays.
Nationaliste par nature, défendant la suprématie birmane, l'organisation avait pour slogan : « La Birmanie est notre pays ; la littérature birmane est notre littérature ; le Birman est notre langue. Aimons notre pays, améliorons notre littérature, respectons notre langue. » Dobama Asiayone prônait l'assimilation des minorités ethniques au sein de la Culture Birmane, et la plupart de ses activités prirent naissance à l'Université de Rangoon.
Au début de la Seconde Guerre mondiale, le Thakin devint pro-japonais, par opposition au colonisateur britannique.

## Les trente camarades
En avril 1941, le Thakin envoya secrètement de jeunes birmans hors du pays, pour qu'ils soient formés militairement par l'armée impériale japonaise. Ce groupe, connu plus tard sous le nom des Trente Camarades, était dirigé par Aung San et comprenait notamment les futurs généraux Ne Win et Kyaw Zaw. Entraîné sur l'île chinoise de Hainan, il rentra en Birmanie avec l'armée japonaise au début de la campagne de Birmanie. Il forma l'embryon de l'Armée pour l'indépendance birmane.

## Membres notables du Thakin
- Thakin Aung San
- Kyaw Zaw (Thakin Shwe)
- Ne Win (Thakin Shu Maung)
- Thakin Kodaw Hmaing
- Thakin Soe
- Thakin Than Tun
- U Nu (Thakin Nu)